# Socialrealism och klass i brittisk film

## 1950-talet och Free Cinema
Även om socialrealism och skildringar av arbetarklass är något som brittisk film idag ofta kopplas till hade det innan slutet på 1950-talet inte gjorts några värdiga filmskildringar av den sorten. Om arbetare var med i tidigare filmer var det ofta som förlöjligade biroller. ”The number of british films that have ever made a genuine try at a story in a popular milieu, with working-class characters all trough, can be counted on the fingers of one hand” menade regissören Lindsey Anderson i sin essä om filmmediet ”Get out and push!” 1957. Anderson startade tillsammans med Karel Reisz, Tony Richardson och Lorenza Mazzetti en filmrörelse som fick namnet Free Cinema. Det hela startade den 5 februari 1956 då de två oetablerade regissörerna visade tre experimentella kortfilmer O Dreamland, Momma Don’t Allow och Together på National Film Theatre (BFI Southbank sedan 2007) i London. I samband med visningen delades det ut en programförklaring som bland annat innehöll ett manifest med en beskrivning av rörelsens principer. Dessa var bland andra att göra socialrealistisk film som till skillnad från den traditionella filmen fokuserade på det vardagliga livet hos vanliga människor, inte spelades in i studio men inte heller påstod sig vara objektiva för att de slog an en viss dokumentär ton utan snarare tvärtom att döma av vad som stod skrivet: ”No film can be too personal”. Den realism som proklamerades var ett slags poetisk och personlig realism oberoende av de stora filmbolagen. Filmerna blev populära, mycket tack vare behovet av en nytändning inom den brittiska filmen. Biopubliken minskade stadigt under 1950-talet då medelklassen började tjäna mer pengar, TV:n slog sig ner i vardagsrummen, konsumtionen som kretsade kring hemmen ökade och kvinnor började jobba i större utsträckning och därmed inte hade tid att gå på bio på eftermiddagarna. Biopubliken ville dessutom se något nytt, något som sa något om och representerade deras egen vardag. Rörelsen varade i ungefär tre år och hade 6 olika biografvisningar.

## 1960-talet och den Brittiska nya vågen
Därefter tog den Brittiska nya vågen vid i ungefär samma anda i kölvattnet av den Franska nya vågen på 1960-talet och skapare av Free Cinema blev bidragande aktörer som skulle influera även senare filmskapare. Exempelvis kom Lindsey Anderson med Sporting Life (1963), Karel Reisz med Saturday Night and Sunday Morning (1960), Tony Richardson med A Taste of Honey (1961) och The Loneliness of the Long Distance Runner (1962). Begreppet diskbänksrealism uppkom och blev ett signum för den typen av brittisk småsmutsig socialrealistisk film.

## 1970- och 1980-talet ochheritagefilmen
Kring samma tid i Storbritannien började de-industrialiseringen långsamt ta vid vilken i förlängningen skapade arbetslöshet då flera industrier lades ner och arbetare förlorade sina jobb, närmare 2 miljoner under de år som Margaret Thatcher var premiärminister 1979–1990. På 1980-talet gjordes det färre relevanta filmer om den brittiska arbetarklassen, som istället blev fick större representation i flera TV-serier som Brookside och East Enders. Mike Leigh, som tillsammans med Ken Loach numera kommit att bli en nyckelregissör för den brittiska socialrealistiska filmen, arbetade exklusivt för TV i 15 år innan han gav sig i kast med filmen. De filmer som gjordes på 1980-talet hade dock ofta ett drag av genusproblematik i sig jämte klassfrågan med arbetande kvinnor i huvudrollerna snarare än arbetslösa män i filmer vilket John Hill påpekar i artikeln ”Failure and Utopianism: Representation of the Working Class in Britsh Cinema of the 90s”och tar upp filmexempel som Educating Rita (Lewis Gilbert, 1983), Letters to Brezhnev (Chris Bernard, 1985), Rita, Sue and Bob Too (Alan Clarke, 1986) och Business as Usual (Lezli-An Barrett, 1987). Jämte dessa började det göras nostalgiska kostymdraman om ett svunnet Storbritannien och en överklass som ofta skulle kritiseras för sitt sentimentala skimmer över kolonisering och klasskillnader. Bland dessa första så kallade heritagefilmer kunde man exempelvis se Chariots of Fire (Hugh Hudson, 1981), Another Country (Julian Mitchell, 1984) och A Passage to India (David Lean, 1984).

## 1990-talet och framåt och den nya vågen av socialrealistiska filmer
I början på 1990-talet fick socialrealismen ett nytt uppsving, om än av en delvis annan karaktär, i samband med att de första gruvorna började stängas och arbetslösheten under Thatcher-tiden hade växt sig stor. De arbetande män som tidigare setts och identifierat sig som de självklara inkomstbringarna till arbetarfamiljerna var inte längre så självklara. Något som generellt genererat i vad som kan kallas en maskulinitetskris vilket många har uppfattat att flertalet filmer som har skildrat arbetarklassen sedan 1980-talet, främst efter andra hälften av 1990-talet, har tagit upp. Många av dessa 1990-talsfilmer har en varm och humoristisk ton inbakad i sin "working class hero"-tematik och har fått en bred och stor publik. Exempel är de omåttligt populära Brassed Off regisserad av Mark Herman 1996 och Allt eller inget (The Full Monty) av Peter Cattaneo året därpå.

### Brassed OffochAllt eller inget
Båda filmer handlar om män i mindre brittiska städer, som efter att ha blivit av med sina arbeten då en kolgruva läggs ner respektive ett stålverk varslar ett stort antal arbetare väldigt hastigt, finner hopp genom att bilda en ny gemenskap. I Brassed Off gäller det ett brassband vars mål blir att inte dö ut med gruvan det har bildats i samband med utan snarare blåsa liv i det och sedan även vinna ett nationellt orkestermästerskap. I Allt eller inget handlar det om ett gäng omaka män som dras ihop av den också arbetslösa Gaz för att göra en strippshow och förhoppningsvis tjäna lite pengar, vilket i hänseende till tidigare nämnda maskulinitetskris blir intressant. När den traditionella mansrollen fallerat och inte längre gör någon nytta i sin tidigare form iklär sig männen en roll som anses typiskt kvinnlig medan kvinnorna till större delen är de som går till vanliga hederliga arbeten med säker inkomst som inte måttas efter deras yttre. De manliga strippornas kroppar som gänget i Allt eller inget utgör blir dock inte erotiserade som den kvinnliga kroppen blir, utan generar snarare skratt. John Hill påpekar filmernas behandling av den manliga stoltheten, som efter att männen blivit arbetslösa, får sig en törn och hur de sedan söker hitta en ny form i en ny konstellation, en ny grupp. Han menar att det främst är grupptillhörigheten och den kollektiva aktionen och självrespekten den för med sig som männen saknar, framför ett arbete eller inkomst. Vidare resulterar detta i att arbetarklassen som representeras av den gemytligt sammanhållna gruppen i en liten stad där alla känner alla i sig får representera en så kallad nationell identitet och helhet snarare än något klasspolitiskt. Claire Monk å sin sida problematiserar faktumet att klasskillnader och de orättvisor som följer i dess spår så lättvändigt löses med hjälp av den manliga gemenskapens helande kraft.
Paul Dave undersöker istället filmernas förhållande till en postindustriell och neoliberalistisk värld som han beskriver det i Visions of England: Class and Culture in Contemporary Cinema. Dave utgår från en slogan som brittiska arbetsförmedlingen hade i slutet av 1980-talet: ”'Let's train the workers without jobs, to do the jobs without workers'” och skriver: ”One name for such jobs with-in the neo-liberal labour market is the 'McJob' - or 'low prestige, low paid' employment associated with the intense levels of exploitation common to casualised and 'flexible' working practices.”. Benämningen McJob blev ett begrepp efter att Douglas Coupland använt det i debutroman Generation X: Tales for an Accelerated Future från 1991. Ursprungligen kommer det från sociologen Amitai Etzioni artikel ”The Fast-Food Factories: McJobs are Bad for Kids” publicerad i The Washington Post den 24 augusti 1986 och refererar till snabbmatksedjan McDonalds, men används som en övergripande term för alla liknande lågavlönade jobb med låg status utan möjlighet till utveckling, sådana jobb som oftast ungdomar hamnar på. Ungdomarna som en ny slag klass för sig är något som syns även i de brittiska filmerna, och vidare i litteraturen om dem, exempelvis i nyss nämnda bok av Paul Dave. Det mest kända exemplet är förmodligen Trainspotting regisserad av Danny Boyle från 1996. Men det finns även filmer som Late Night Shopping av Saul Metzstein från 2001 eller This is England av Shane Meadows från 2006. De arbetslösa ungdomarna utgör en arbetarklass utan arbete, en underklass som kanske inte i alla fall tycker att ett McJob känns meningsfullt.
Även om industriarbetarna överlag har minskat stadigt ända sen 1950-talet har antalet svarta samt kvinnor ökat med 50 % på de arbetsplatser som finns kvar. Denna ökning och dessa människor är dock något som ännu inte blivit representerade i den brittiska socialrealistiska filmen i proportion till verklighetens siffror.